# Bahía Santa Eufemia
Bahía Santa Eufemia (en inglés: Port Albemarle) es una bahía ubicada en el extremo sur de la isla Gran Malvina, en el archipiélago de las Malvinas. Se encuentra en la boca austral del estrecho de San Carlos, entre la punta Lucas al norte y los islotes Franceses al sur; en cercanías del cabo Belgrano. 
Dentro de la bahía se encuentra el asentamento costero de Puerto Santa Eufemia (al fondo), la bahía Lucas (al norte), el Brazo Noroeste y el Brazo Oeste.